# Gray-la-Ville
Gray-la-Ville é uma comuna francesa na região administrativa de Borgonha-Franco-Condado, no departamento de Alto Sona. Estende-se por uma área de 3,97 km². Em 2010 a comuna tinha 979 habitantes (densidade: 246,6 hab./km²).